# Núcleo Museológico de São Bartolomeu de Regatos
O Núcleo Museológico de São Bartolomeu de Regatos é um espaço museológico dedicado à etnografia e à historiografia local sito na freguesia de São Bartolomeu de Regatos, concelho de Angra do Heroísmo. Foi construído por iniciativa da Junta de Freguesia, utilizando o edifício da antiga Leitaria Esperança, uma cooperativa agrícola fundada em 1918 no contexto do sindicalismo agrícola católico.
O Núcleo Museológico é um repositório do passado e da memória social e cultural de São Bartolomeu de Regatos, pretendendo ser uma ponte entre as diversas formas de cultura e os saberes tradicionais e um centro de cultura da comunidade em que se insere.
Para além de preservar a memória da Leitaria Esperança, com os seus utensílios e história, o espaço dispõe também de uma cozinha tradicional, reconstruída como o lugar da confecção dos alimentos e de convívio. No percurso museológico é feita a apresentação das actividades sociais, económicas, religiosas e culturais de São Bartolomeu, bem como da evolução das festas da freguesia. São ainda apresentadas principais figuras ligadas à freguesia, com destaque para os cantadores e tocadores de viola, e historiada a fundação do grupo folclórico e filarmónica.